# Pilgrimage (Zed Yago)
Pilgrimage è il secondo album in studio del gruppo musicale heavy metal tedesco Zed Yago, pubblicato nel 1989 dall'etichetta discografica BMG/RCA Records.

## Il disco
Il disco riprende i caratteri di genere piratesco e le avventure di Zed Yago, la figlia dell'olandese volante, già presentate nell'album d'esordio.
Le canzoni hanno degli aspetti in comune con la musica classica, come il lirismo teatrale e il coro che accompagna il Pilgerchor tratto dal Tannhäuser di Richard Wagner nella traccia d'apertura. Una citazione di Wolfgang Goethe, apposta all'interno del libretto del disco, è inoltre sintomo della particolare intellettualità riposta nella concezione delle tematiche trattate.
L'album include il brano Black Bone Song che diede vita ad un omonimo EP, insieme alle tracce Zed Yago e Rocking for the Nation già presenti sul disco d'esordio, e ad un videoclip, che venne trasmesso dall'emittente televisiva MTV durante il programma Headbanger's Ball.

## Tracce
Testi e musiche di Zed Yago, eccetto dove diversamente indicato.
1. Pilgrim's Choir – 2:10 (musica: Richard Wagner)
2. Pilgrimage – 4:29
3. The Fear of Death – 5:42
4. Pioneer of the Storm – 4:11
5. Black Bone Song – 5:10
6. Rose of Martyrdom – 4:38
7. The Man Who Stole the Holy Fire – 4:45
8. Achilles Heel – 3:57
9. The Pale Man – 4:51
10. Omega Child – 4:04

Traccia aggiunta nella versione in CD
1. Fallen Angel – 4:04 (musica: Zed Yago, Mario Timme, Pitter Schwaan)

## Formazione
- Jutta Weinhold – voce
- Jimmy Durand – chitarra
- Gunnar – chitarra
- Tach – basso
- Bubi (Claus Reinholdt) – batteria

### Altri musicisti
- Claudio von Hassel – arrangiamento di Pilgrim's Choir

### Produzione
- Ralf Basten – produzione
- Jan Nemec – ingegneria del suono, missaggio, mastering
- Kai Bardeleben – grafica